# Agrifactoring
Agrifactoring è stata una società di factoring creata da B.N.L. e da Banca di Roma, il 21 dicembre 1982 con la partecipazione anche di altri istituti di credito, per esercitare operazioni finanziarie nel campo dei prodotti per l'agricoltura.

## Strumento finanziario della Federconsorzi
Socia al 20% era la Federconsorzi, che nella persona del suo presidente, esprimeva anche il presidente dell'istituto finanziario.
Il principale cliente era la stessa Federconsorzi, in un intreccio di posizioni che farà dichiarare alla commissione parlamentare d'inchiesta che Agrifactoring era una società captive della stessa Federconsorzi.
I bilanci apparivano estremamente floridi per la mole enorme di danaro movimentato. Il bilancio al 31 dicembre 1990 presentava crediti verso clienti per 1.509 miliardi di lire e un utile netto per 8,12 miliardi contro un capitale sociale di 10 miliardi di lire.

## Il concordato preventivo
Quando il 17 maggio 1991 scoppiò la insolvenza di Federconsorzi apparve chiaro che la costruzione era tutta estremamente fragile.
Agrifactoring era creditrice di Federconsorzi per ben 910 miliardi di lire. A sua volta Agrifactoring era debitrice verso il sistema bancario di cifre dello stesso ordine di grandezza, perché le altre poste del bilancio erano decisamente minori.
Come rileva la stessa Commissione la Federconsorzi acquistava sul mercato mezzi per la produzione agricola (soprattutto concimi, macchine agricole) e li cedeva ai Consorzi Agrari che li pagava tramite cambiali agrarie emesse dai consorzi stessi o dagli agricoltori, acquirenti finali. I titoli venivano passati allo sconto presso le banche o fattorizzati presso Agrifactoring.
La crisi di Federconsorzi trascinò quella di Agrifactoring. È stato nel panorama europeo uno dei rarissimi casi in cui un istituto finanziario che fa capo al sistema bancario viene abbandonato ad una procedura concorsuale ed Agrifactoring fu posta anch'essa in concordato preventivo. A sua volta il concordato Agrifactoring era il principale creditore di quello Federconsorzi. Le principali resistenze erano opposte dalle banche estere, che invocarono la clausola del cross default nei confronti della B.N.L e mise per mesi in crisi la credibilità del sistema bancario italiano sulle piazze internazionali. La soluzione fu trovata con la postergazione dei crediti delle banche socie di Agrifactoring che sbloccò l'omologa del concordato Agrifactoring e di conseguenza influenzò positivamente l'omologa del concordato Federconsorzi.

## La vertenza con l'Eni
Il concordato Agrifactoring ha poi iniziato nei confronti dell'Eni un contenzioso: una delle partite maggiori di credito nei confronti delle Federconsorzi nasceva dalla forniture di fertilizzanti operate da una società controllata dal gruppo Eni: l'Enichem Agricoltura. Il rapporto era complesso prevedeva la presenza anche della società Serfactoring. Al momento del crack Federconsorzi l'ammontare degli importi non corrisposti da Fedit superavano i 400 miliardi di lire. Agrifactoring ha sostenuto di aver diritto al recupero di quanto non pagato dalla Federconsorzi, in quanto l'insolvenza della stessa determinava il venir meno dell'obbligazione di garanzia.  Il Tribunale di Roma con sentenza del 2004 ha respinto la domanda di Agrifactoring e l'ha condannata a risarcire i danni derivanti dall'aver omesso di comunicare che Federconsorzi aveva accumulato una tale massa di forniture impagate. Avverso a tale sentenza Agrifactoring ha presentato appello.

## L'asta competitiva
Per accelerare la procedura di liquidazione, ancora pendente dopo 17 anni, il liquidatore giudiziale dell'Agrifactoring ha promosso un'asta competitiva dei suoi beni consistenti in ragioni di credito. Tale asta svoltasi il 17 luglio 2013 si è conclusa positivamente con l'aggiudicazione delle posizioni creditorie a favore di una società specializzata in operazioni su crediti in sofferenza.